# Purba Dolok (Purba)
Purba Dolok is een bestuurslaag in het regentschap Simalungun van de provincie Noord-Sumatra, Indonesië. Purba Dolok telt 1199 inwoners (volkstelling 2010).